# 2009 en Arabie saoudite
2007 en Arabie saoudite - 2008 en Arabie saoudite - 2009 - 2010 en Arabie saoudite - 2011 en Arabie saoudite
2007 par pays au Proche-Orient - 2008 par pays au Proche-Orient - 2009 par pays au Proche-Orient - 2010 par pays au Proche-Orient - 2011 par pays au Proche-Orient]

## Chronologie

### Janvier 2009
- Vendredi 9 janvier 2009 : Un policier saoudien reconnu coupable de viol a été décapité au sabre à Riyad. Il avait été condamné à mort pour avoir violé sous la menace des armes un travailleur étranger qu'il avait fait monter dans son véhicule officiel et à qui il avait volé le téléphone portable et tout l'argent qu'il portait sur lui. Il s'agit de la troisième décapitation depuis le début de l'année. Le viol, le meurtre, l'apostasie, le vol à main armée et le trafic de drogue font partie des crimes passibles de la peine capitale dans le royaume qui applique strictement la charia, la loi islamique.

- Dimanche 11 janvier 2009 : Un nomade, reconnu coupable d'avoir poignardé et tué un Saoudien, a été décapité au sabre à Arar (nord).

- Vendredi 16 janvier 2009 : Un Saoudien, reconnu coupable d'un meurtre a été décapité au sabre à Hafr al-Baten (est). Il s'agit de la sixième décapitation depuis le début de l'année.

- Vendredi 30 janvier 2009 : Le SITE, centre américain de surveillance des sites islamistes, rapporte qu'un ancien détenu saoudien de Guantanamo est présenté dans une vidéo mise en ligne par un site islamiste comme le nouveau responsable d'Al-Qaïda pour le Yémen.

### Février 2009
- Dimanche 1er février 2009 : Un Saoudien, condamné à mort pour meurtre, a été décapité au sabre à Haïl (nord). Il avait été condamné à mort pour avoir tué par balle un homme lors d'une dispute. Il s'agit de la huitième décapitation annoncée depuis le début de l'année.

- Lundi 2 février 2009 : Le ministère de l'Intérieur publie une liste des 85 personnes, dont 83 Saoudiens et 2 Yéménites, les plus recherchées par les services de sécurité saoudiens à travers le monde pour « idéologie déviante », terminologie qui désigne les membres du réseau Al-Qaïda. Le mois dernier au moins neuf prisonniers qui avaient suivi un programme de réhabilitation avaient été de nouveau incarcérés, parmi eux figurent d'anciens détenus du camp américain de Guantanamo, à Cuba.

- Mardi 10 février 2009 : Début de la visite officielle du président chinois Hu Jintao avec pour objectif de signer des accords énergétiques et commerciaux. Sur les dix premiers mois de 2008, les flux commerciaux bilatéraux ont représenté 36 milliards de dollars, contre 16 milliards en 2005.

- Mardi 17 février 2009 : Noura Al-Fayez, nouvelle vice-ministre de l'éducation pour les affaires des filles, est devenue la première femme à entrer au gouvernement d'Arabie saoudite. Les observateurs attendent de voir si d'autres mesures de promotion des femmes à des postes de responsabilité vont suivre.

- Vendredi 27 février 2009 : Le chef de la diplomatie saoudienne, le prince Saoud al-Fayçal, affirme souhaiter « une réconciliation entre la Syrie et l'Arabie saoudite sur des bases saines », estimant que la visite de Walid Mouallem a été « très positive » : « Les divergences arabes sont dernière nous, enterrées. On ne va plus parler du passé mais de l'avenir ».

### Mars 2009
- Mardi 3 mars 2009 : Deux Saoudiens, condamnés à mort pour parricide dans deux affaires distinctes, ont été décapités au sabre, hier à Najane (sud) et aujourd'hui à Médine (ouest). Ces exécutions portent à 14 le nombre de décapitations annoncées depuis le début 2009 dans le royaume, où 102 personnes avaient été exécutées en 2008.

- Mercredi 18 mars 2009 : La police religieuse condamne une femme de 75 ans, de nationalité syrienne, à 40 coups de fouet et à quatre mois de prison, suivis d'une expulsion définitive d'Arabie saoudite, pour avoir reçu chez elle deux jeunes hommes qui n'appartenaient pas à sa famille directe, en contravention avec les lois en vigueur[1].

### Avril 2009
- Dimanche 5 avril 2009 : Quelque 200 mosquées de La Mecque — la première ville sainte de l'islam dans l'ouest de l'Arabie saoudite — sont mal orientées sur la Kabaa, vers laquelle les fidèles doivent se tourner pendant les prières. Selon le quotidien saoudien Arab News le mauvais alignement des mosquées, dont certaines ont été construites il y a plus de 50 ans, a été découvert lorsqu'on a pu les observer du haut des gratte-ciel nouvellement construits. Pendant les cinq prières quotidiennes, les millions de fidèles doivent s'orienter vers la Qibla, représentée par la Kabaa. Le sous-secrétaire au ministère des Affaires islamiques, Tawfik al-Sudairy, a toutefois minimisé le problème : « Il n'y a pas d'erreur fondamentale. Des corrections ont été apportées dans certaines vieilles mosquées et en aucun cas cela n'a affecté les prières ».

- Mercredi 8 avril 2009 : Le ministre saoudien des Affaires étrangères, Saoud al-Fayçal appelle la communauté internationale et les États-Unis à faire pression pour que le nouveau gouvernement israélien renonce à ses « politiques dangereuses » qui menacent selon lui les efforts de paix : « Il apparaît désormais clairement qu'on ne peut pas attendre d'Israël, qui a jusqu'à présent frustré tous les efforts de paix, et dont le nouveau gouvernement a annoncé des politiques dangereuses, qu'il change de lui-même sa position […] La communauté internationale, et notamment les États-Unis, doit faire preuve de fermeté pour amener Israël à changer sa politique, qui enfreint le droit international et est contraire aux exigences de la paix […] Il n'est pas exagéré de dire que l'incapacité à mettre un terme à cette lutte a été à l'origine de phénomènes dangereux qui se sont répandus dans le monde, comme le terrorisme, la violence et l'extrémisme »[2].

- Samedi 11 avril 2009 : L'Arabie saoudite interdit désormais les plaques minéralogiques où sont inscrites des lettres en arabe dont la combinaison engendre dans l'alphabet romain des mots obscènes ou politique. Une première liste de 9 combinaisons interdites a été publiée[3].

### Mai 2009
- Mardi 5 mai 2009 : Les six riches monarchies arabes membres du Conseil de coopération du Golfe (CCG) ont décidé lors d'un sommet informel en Arabie saoudite, de choisir Riyad comme siège de leur future banque centrale.

- Samedi 9 mai 2009 : Élection de « Miss Belle Morale »  à Safwa, le seul concours de beauté organisé en Arabie saoudite. Le jury de « Miss Belle Morale » n'a pas pour but de rechercher une jeune fille à la plastique parfaite, mais celle qui se distingue le plus par son dévouement et son respect pour ses parents. Les participantes, sont jugées sur leur engagement envers les valeurs morales islamiques, ce qui constitue « une alternative aux appels à la décadence des autres concours de beauté qui prennent uniquement en compte le corps et l'apparence de la femme » selon l'organisation de la manifestation : « la lauréate ne sera pas nécessairement jolie […] Nous nous intéressons à la beauté de l'âme et à la moralité ».

- Dimanche 10 mai 2009 : Les cinq membres d'une bande, quatre Saoudiens et un Tchadien, condamnés à mort pour une série de crimes, dont des enlèvements d'enfants suivis de viols, des vols, des agressions et la consommation de drogue et d'alcool, ont été décapités aujourd'hui à Médine (ouest). Ces décapitations portent à 34 le nombre d'exécutions en Arabie depuis le début de 2009.

- Lundi 18 mai 2009 : Le gouvernement saoudien a prolongé de deux ans le mandat des conseils municipaux, reportant ainsi des élections qui devaient se tenir cette année.

- Mercredi 27 mai 2009 : Un homme armé circulant à bord d'une voiture a ouvert le feu, dans la cité industrielle et pétrochimique de Jubaïl, contre un minibus transportant cinq passagers, dont trois Britanniques, dans l'est de l'Arabie saoudite, sans faire de victime.

### Juin 2009
- Mercredi 3 juin 2009 : Premier cas confirmé de grippe A/H1N1 chez une infirmière philippine arrivée vendredi des Philippines à bord d'un vol de Gulf Air.

- Jeudi 18 juin 2009 : Le ministère de la Santé se prépare au risque d'une propagation de la grippe A/H1N1 parmi les millions de fidèles se rendant annuellement à La Mecque et Médine, lieux saints de l'islam, où quatre nouveaux cas ont été détectés hier et aujourd'hui. Deux millions de fidèles sont attendus fin novembre durant le Hajj. Au total, 12 nouveaux cas de la grippe ont été recensés en deux jours, portant à 29 leur nombre dans le royaume[4].

- Mercredi 24 juin 2009 :
  - Le groupe français d'électronique Thales annonce avoir remporté un contrat de 103 millions d'euros portant sur la fourniture, l'intégration et le déploiement d'un système de télécommunications et de contrôle de trains automatisés pour la ligne sud du métro de La Mecque d'une longueur de 20 km. Il a aussi été choisi pour sa « solution de communication totalement intégrée » comprenant un poste de commande, un réseau de vidéosurveillance et un système automatique d'information et d'annonces aux voyageurs.
  - La polémique se développe dans les journaux du pays contre la position du président français Nicolas Sarkozy qui s'est opposé en France au port de la burqa, le voile intégral[5].
  - L'ONG, Human Rights Watch, dénonce l'arrestation de 67 Philippins et d'un Yéménite en Arabie saoudite au motif qu'ils participaient à une soirée privée déguisés en femmes, appelant à l'arrêt des poursuites à leur encontre. Ils risquent des peines de prison ainsi que des coups de fouet pour « conduite féminine » et pour avoir enfreint la loi en matière de consommation d'alcool.

- Samedi 27 juin 2009 : Un Saoudien, condamné à mort pour le meurtre de sa femme, a été décapité au sabre. Il s'agit du 45e criminel exécuté depuis le début de l'année.

- Dimanche 28 juin 2009 : Le président de la Commission des droits de l'homme annonce que le gouvernement saoudien prépare une nouvelle législation pour instituer un âge minimum pour se marier, et ce pour empêcher les mariages d'enfants. Cet âge minimal selon la nouvelle législation pourrait se situer entre 16 et 18 ans. L'Arabie a récemment été la cible de critiques pour avoir laissé des familles marier des préadolescentes. Le problème tient au fait que la loi islamique (charia), qui est au fondement du système judiciaire saoudien, ne fixe aucune limite d'âge au mariage.

### Juillet 2009
- Mercredi 1er juillet 2009 :
  - Un Saoudien condamné à mort pour le meurtre d'un compatriote a été décapité au sabre à Ihsa ce qui porte à 46 le nombre d'exécutions depuis le début de l'année.
  - Le groupe européen d'aéronautique et de défense EADS annonce avoir remporté un contrat pour surveiller les 9 000 kilomètres de frontières en Arabie saoudite. Le contrat SBGDP (Saudi Border Guard Developpment Program) est estimé à 2,5 milliards d'euros, selon des informations de presse et porte sur « l'installation le long des frontières saoudiennes de radars et de postes de commandement visant à prévenir toute attaque en provenance de la mer, du ciel ou de terre ».

- Dimanche 5 juillet 2009 : Selon le Sunday Times, l'Arabie saoudite a donné son accord tacite au  gouvernement israélien pour un survol de son territoire dans l'hypothèse de  frappes contre les installations nucléaires iraniennes. Le chef du Mossad aurait eu depuis 2002 des rencontres secrètes régulières avec  les Saoudiens à ce sujet.  Les dirigeants arabes reconnaissent en privé qu'ils seraient soulagés de  voir la menace d'un bombe nucléaire iranienne s'éloigner[6].

- Vendredi 17 juillet 2009 : Le conflit entre les deux groupes financiers, AHAB et SAAD, accusé d'une « fraude massive » de 10 milliards de dollars par le premier, défraie la chronique[7].